# Heliconius hecuba
Heliconius hecuba is een vlinder uit de familie Nymphalidae. De wetenschappelijke naam van de soort is voor het eerst geldig gepubliceerd in 1857 door William Chapman Hewitson.

## Ondersoorten
- Heliconius hecuba hecuba
- Heliconius hecuba bonplandi Neukirchen, 1991[2]
  - holotype: "male"
  - instituut: SMTD, Dresden, Duitsland
  - typelocatie: "Ecuador: Morana Santiago, Macas"
- Heliconius hecuba cassandra
- Heliconius hecuba choarina
- Heliconius hecuba creusa
- Heliconius hecuba crispus
- Heliconius hecuba flava
- Heliconius hecuba lamasi Neukirchen, 1991[2]
  - holotype: "male, I.1990"
  - instituut: Collectie W.M. Neukirchen, Berlijn, Duitsland
  - typelocatie: "Ecuador: Zamora Chinchipe, Rio Cristal, 1000 m"
- Heliconius hecuba salazari Neukirchen, 1993[3]
- Heliconius hecuba tolima
- Heliconius hecuba walteri